# Replikationsstart
Ori, ORI eller replikationsstart är det ställe på en kromosom där replikationen - dupliceringen av DNA-strängar - startar.
Ori kännetecknas av en särskild DNA-sekvens, som kan variera något mellan olika arter men ändå är lätt igenkännlig. Vid initieringen av replikationen rekryteras flera proteiner dit vilket leder till att kromosomens två DNA-strängar säras och kopieringen av strängarna kan påbörjas. 
Prokaryoter har en enda kromosom, som är cirkulär i formen. Vanligen har dessa ett enda ori, till skillnad från eukaryoter som har många ori på varje kromosom. Att ha många ställen som replikationen kan påbörjas på, gör så hela den stora eukaryota kromosomen kan dupliceras fortare. Archaea som också har en cirkulär kromosom har flera ori. Den del av en kromosom som kopieras med start i ett visst ori, kallas replikon.

## Ori i eukaryoter
Ori-sekvenserna kan variera hos eukaryoter men gemensamt har de att de binder in pre-replikationskomplexet (pre-RC) som består av ORC (origin recognition complex), Cdc6, Cdt1 och minichromosome maintenance protein (MCM). När pre-RC är samlat sker ett antal reaktioner, som inleds med att MCM fosforyleras, vilket leder till att replisomen binds in och replikationen kan börja.